# Англістика
Англістика, або англійська філологія, — філологічна наука, що вивчає англійську мову і англійську літературу. Англістика викладається в навчальних закладах як окрема академічна дисципліна.

## Короткий опис
Традиційно до сфери дослідження англістики належать: література, написана англійською мовою у всіх англомовних країнах (Велика Британія, США, Ірландія, Канада, Австралія, Нова Зеландія тощо), структура англійської мови (фонетика, морфологія, синтаксис, словотворення, семантика, прагматика, стилістика і т. д.) і соціолінгвістика (дискурсивний аналіз друкованих текстів та живої мови, історія англійської мови, викладання і вивчення її у світі).
У країнах Центральної Європи з англістики виділяють окрему піддисципліну — «американістику», яка займається дослідженням англійської мови і літератури в США.
У сучасній англістиці простежується дві великі тенденції:
- Дедалі більше звертається увага на розбіжності між ірландською та англійською літературною традицією. Останнім часом щодо досліджень ірландської англомовної літератури та ірландського варіанту англійської мови вживається термін Anglo-Irish Studies.

- З 1980-их років значно зросла кількість досліджень англійської мови в колишніх колоніях Великої Британії. Ці дослідження описуються терміном Commonwealth Studies.